# Karl Ernst Krafft
Karl Ernst Krafft (Basilea, 10 de mayo de 1900-8 de enero de 1945) fue un astrólogo y grafólogo suizo.

## Carrera como astrólogo
Después de hacer el bachillerato en el Gymnasium humanista de Basilea, entre 1919 y 1924 estudió matemáticas, física, química y estadística en las universidades de Basilea, Ginebra y Londres. Gran parte de los siguientes diez años trabajó en un libro intitulado Traits of Astro-Biology (Rasgos de astrobiología), donde exponía su propia teoría, llamada tipocosmia (typocosmy), una predicción del futuro basada en el estudio de la personalidad de cada individuo. A principios de la década de 1930, cuando Hitler ascendió al poder, Krafft gozó de un estatus único entre los ocultistas y profetas en Alemania. El Partido Nacional Socialista, para el cual trabajaría posteriormente, inicialmente lo amenazó. Los ocultistas y los francmasones eran los más amenazados por el partido.
En 1937 se casó en Zúrich con Anna van der Koppel, hija de un empresario holandés de Zeist.
Aunque el Estado nazi perseguía a los astrólogos, Rudolf Hess y Heinrich Himmler los consultaban. Krafft se introdujo en el ámbito de la élite nacionalsocialista en noviembre de 1939, cuando realizó una notable predicción. Predijo que la vida del Führer estaría en peligro entre el 7 y el 10 de ese mes. El día 2 le escribió a un amigo, el doctor Heinrich Fesel, que trabajaba para Himmler, y le advirtió acerca de un atentado contra la vida de Hitler. Fesel archivó la carta, pues no deseaba verse envuelto en algo peligroso. [cita requerida]
El 8 de noviembre, una bomba explotó en la cervecería de Múnich. Muchas personas resultaron heridas, pero el objetivo, Adolf Hitler, salió ileso debido a que abandonó la reunión en la entrada pocos minutos antes de la explosión. Al publicar los periódicos lo ocurrido (y, sobre todo, lo no ocurrido), Fesel envió de inmediato un telegrama a Hess en el que le pedía que prestara atención a la predicción de Krafft. Krafft fue arrestado y llevado de inmediato al Cuartel General de la Gestapo en Berlín. La afirmación de Krafft -de que estaba cumpliendo con los principios astrológicos- intentaba convencer a la Gestapo de que la astrología permitía a sus practicantes elaborar pronósticos precisos acerca de eventos futuros, con lo que podría ser empleada por el Ministerio de Propaganda nazi, por las SS e incluso por la Oficina de Asuntos Extranjeros para llevar a cabo estudios astrológicos con fines políticos. Después de ser liberado, fue citado por el ministro de Propaganda, el doctor Joseph Goebbels. Goebbels estaba muy interesado por entonces en los textos de Nostradamus, había tratado incluso de generar propaganda basándose en las profecías. Creía que Krafft podía y debía dedicarse a descifrar el lenguaje críptico de las cuartetas. En enero de 1940, Krafft comenzó a trabajar en un análisis de la obra de Nostradamus.[cita requerida]
Krafft estaba convencido de que las profecías de Nostradamus se ajustaban muy bien al Tercer Reich. Se imprimieron decenas de miles de panfletos basados en sus interpretaciones de las cuartetas y se hicieron circular en seis idiomas: francés (traducción del propio Krafft), danés, húngaro, portugués, rumano y español, lo que muy pronto atrajo la atención del Führer. En la primavera de 1940 hizo una lectura privada del horóscopo a un asistente de Hitler, pero nunca habló en persona con éste. Posteriormente se jactó ante sus amigos de que él había mencionado que aún estaba lejos el momento de la invasión a la Unión Soviética. Hitler, impaciente por lanzar la llamada Operación Barbarroja después de haber lidiado con Occidente, decidió de hecho retrasar sus operaciones en el Este hasta junio de 1941. El sorpresivo éxito de la operación en sus primeros días dejó convencido a Krafft de la realidad de sus poderes.[cita requerida]
La inteligencia británica estaba tan convencida de que su contrincante estaba llevando a cabo las operaciones militares bajo la dirección de un místico que, al menos por un tiempo, contrató también los servicios de un astrólogo, Louis de Wohl, quien finalmente fue despedido pocos meses después, cuando no logró mostrar evidencia alguna acerca del trabajo de Krafft.[cita requerida]
Krafft aseguró a los líderes del Reich que la victoria sería segura, que la guerra terminaría sin duda en 1943, a favor de Alemania. La estrella de Krafft seguía en ascenso cuando Rudolf Hess realizó su vuelo a Escocia en 1941. Hitler enfureció. Hess los apoyaba en secreto a todos. Hitler ordenó una purga de astrólogos, ocultistas y otros sabios. Krafft fue detenido y encarcelado durante un año. Fue enviado a trabajar en los horóscopos de los generales y almirantes aliados, y su contacto fue Kurd Kisshauer en Amt Rosenberg. Una de sus predicciones al analizar las cartas astrales de Erwin Rommel y de Bernard Montgomery, adversarios en la guerra del desierto, fue: "Bueno, me parece que la carta de este hombre, Montgomery, es más fuerte que la de Rommel."

## Últimos años
La salud de Krafft fue decayendo y comenzó a sentir un complejo de persecución. Le escribió a un oficial de alto rango una carta en la que aseguraba que las bombas de los británicos destruirían muy pronto el Ministerio de Propaganda en Berlín (otra afirmación que era cierta). La carta fue enviada a la Gestapo, y ésta la consideró una prueba de traición. Krafft fue encarcelado en condiciones lamentables, contrajo tifus y finalmente falleció el 8 de enero de 1945 cuando era llevado al campo de concentración de Buchenwald.